# Chemical Communications
Chemical Communications is een wetenschappelijk tijdschrift met peer review dat wordt uitgegeven door de Royal Society of Chemistry. De naam wordt gewoonlijk afgekort tot Chem. Commun. of ChemComm. Het tijdschrift publiceert allerhande bijdragen (meestal kortere beschrijvingen van nieuw onderzoek) uit de scheikunde. Gedurende diens bestaan heeft het verschillende namen gehad:
- Chemical Communications (London) (1965-1968)
- Journal of the Chemical Society D Chemical Communications (1969-1971)
- Journal of the Chemical Society, Chemical Communications (1972-1995)

Het tijdschrift werd opgericht in 1965. In 2017 bedroeg de impactfactor van het tijdschrift 6,290.